# Cinemaware
Cinemaware ist ein US-amerikanischer Publisher und Entwickler von Computer- und Videospielen, der in den 1980er und frühen 1990er Jahren mehrere an Filme angelehnte Titel herausbrachte. Das Unternehmen wurde im Jahr 2000 wiederbelebt, bis es 2005 von eGames übernommen wurde. Im Jahr 2012 kehrte Cinemaware mit einer neuen Homepage und einigen Ankündigungen und Trailern zurück.

## Cinemaware Corp. (1986–1991)
Die Cinemaware wurde 1986 von Phyllis und Bob Jacob gegründet. Bei dem ersten Titel handelt es sich um Defender of the Crown, ein Adventurespiel um einen „guten“ Rebell zu Zeiten des Mittelalters. Das Spiel setzte damals mit seiner Grafik neue Maßstäbe und wurde zum Aushängeschild des Herstellers.
Cinemaware erstellte eine Reihe von erfolgreichen Spielen, die auf Szenarien in klassischen Filmen basierten. Diese Spiele hatten alle zu ihrer jeweiligen Zeit eine bemerkenswerte Grafikqualität. Die Spiele wurden primär für den Amiga erstellt, aber auch auf andere Systeme wie Apple IIGS, Atari ST, Commodore 64, PC (unter DOS) und dem Nintendo Entertainment System portiert. Das Spiel Defender of the Crown war das Spiel mit den meisten Portierungen.
Ab 1989 veröffentlichte Cinemaware Spiele in den USA unter dem Label Spotlight Software.
Später betrat Cinemaware mit der „TV Sports“ Reihe auch das Genre des Sportspieles. Es wurden Spiele zu Basketball und American Football herausgegeben, einige dieser „TV Sports“ Titel wie z. B. TV Sports: Boxing und TV Sports: Baseball wurden nur in Europa veröffentlicht.
Im Jahr 1991 ging das Unternehmen bankrott. Während der Portierung des Spiels S.D.I. auf andere Systeme verlangte einer der Geschäftsführer die Einbindung von weiteren Features, wodurch die Programmierung deutlich aufwändiger und die Veröffentlichung weiter verzögert wurde. Zudem litt das Unternehmen unter sinkenden Verkaufszahlen während des wirtschaftlichen Abschwungs. Außerdem konterte das Unternehmen die zunehmenden Zahlen an Raubkopien, indem es keine Spiele mehr für den Amiga veröffentlichte (auf dem System war das Anfertigen von Raubkopien am einfachsten).
Viele der Spiele, u. a. Wings, wurden bereits vor dem offiziellen Verkauf als Raubkopie unter den Spielern verbreitet.

### Veröffentlichungen
Cinemawares Spiele in zeitlicher Reihenfolge:
- Defender of the Crown (1986, Apple IIGS, Amiga, Atari ST, Commodore 64, NES, ZX Spectrum, Amstrad CPC, DOS, Macintosh)
- S.D.I. (1986, Amiga, Atari ST, Amstrad CPC, Commodore 64, ZX Spectrum, DOS, Macintosh)
- The King of Chicago (1987, Apple IIGS, Amiga, Atari ST, DOS, Macintosh)
- Sinbad and the Throne of the Falcon (1987, Apple IIGS, Amiga, Atari ST, Commodore 64, DOS)
- The Three Stooges (1987, Apple IIGS, Amiga, Commodore 64, DOS, NES)
- Rocket Ranger (1988, Apple IIGS, Amiga, Commodore 64, DOS, NES)
- TV Sports: Football (1988, Amiga, Atari ST, Commodore 64, DOS)
- Lords of the Rising Sun (1988, Amiga, Atari ST, DOS)
- It Came from the Desert (1989, Amiga, Atari ST, Mega Drive, Turbo Grafx 16, DOS)
- The Kristal (1989, Amiga, Atari ST, DOS)
- TV Sports: Baseball (1989, Amiga)
- TV Sports: Basketball (1990, Amiga, DOS)
- Antheads: It Came from the Desert 2 (1990, Amiga)
- Wings (1990, Amiga)
- TV Sports: Boxing (1991, Amiga, DOS)

## Cinemaware Inc. (2000–2005)
Lars Fuhrken-Batista gründete im Jahr 2000 aus dem Markennamen Cinemaware und den dazugehörigen Ideen die Cinemaware Inc. Cinemaware erstellte unverzüglich Neuerscheinungen der erfolgreichen alten Titel für Microsoft Windows und Apple Macintosh. Die als „Digitally Remastered“ bezeichneten Editionen präsentierten das gleiche Gameplay wie die veralteten Originale, zeigten sich aber mit überarbeiteter Grafik. Zudem wurden nun auch Spiele auf portable Systeme wie den Game Boy Advance portiert.
Auf der Webseite wurden zudem Disk Images der originalen Spiele angeboten, um diese per Emulator oder direkt online per Shockwave zu spielen.
Die neue Cinemaware entwickelte aber auch neue Versionen der klassischen Spiele. Das erste dieser Spiele war Robin Hood: Defender of the Crown das nun auf einer 3D-Engine lief. Das Spiel wurde im September 2003 für Windows, PlayStation 2 und Xbox herausgebracht. Das Spiel hatte aufgrund des schlechten Marketings und von geringen Ankündigungen einen schlechten Absatz.
Die letzte Veröffentlichung von Cinemaware war der Patch 1.02 für Robin Hood: Defender of the Crown im Dezember 2003. Ein Entwickler berichtete im Oktober 2004 auf dem Webseitenforum, dass an weiteren Titeln gearbeitet wird, jedoch gab es bisher keine weiteren Anzeichen, die dies bestätigen.
- Robin Hood: Defender of the Crown (2003, PS2, Xbox, Windows)
- Defender of the Crown (GBA)
- The Three Stooges (GBA, PlayStation)
- Wings (2003, GBA)
- Defender of the Crown: Digitally Remastered Edition (Windows, Macintosh)
- The Three Stooges: Digitally Remastered Edition (2002, Windows, Mac)
- Wings: Digitally Remastered Edition (Windows, Mac)
- Lords of the Rising Sun: Digitally Remastered Edition (Windows, Mac)

### Acquisition
Am 6. Oktober 2005 wurde Cinemaware vom eGames, Inc. übernommen. Lars Furken-Batista wurde Vizepräsident der Entwicklung. Kurz nach der Übernahme gab eGames den Start von Cinemaware Marquee bekannt, ein Verlagslabel für Spiele auf dem US-Markt. Das erste veröffentlichte Spiel war Space Rangers: Rise of the Dominators, ein kritisch gefeiertes Weltraum-Adventure. Dazu gab es für den US-Markt Retail-Versionen der Spiele Darwinia von Introversion Software, Moscow to Berlin von Monte Cristo, Böse Nachbarn 2: Urlaub mit Hindernissen von Jowood sowie die Spielesammlung Buccanneer's Bounty mit den Titeln Port Royale 2, Piraten: Herrscher der Karibik und Patrizier 3 des deutschen Publisher Ascaron.
Im Jahr 2007 brachte eGames eine Flash-Version von Defender of the Crown als Webseitendownload unter dem Namen Defender of the Crown: Heroes Live Forever heraus. Dieser Download war auf der Webseite von eGames zu finden und konnte in einer Demo-Version kostenlos für 60 Minuten gespielt oder optional gekauft werden.

## Rückkehr von Cinemaware (seit 2012)
Am 22. Juli 2012 meldete sich Cinemaware mit einer veränderten Homepage und einem sogenannten Summer 2012 Trailer zurück. Am 13. August wurde die Amiga-Fassung von Defender of the Crown für iPhone, iPad und iPod Touch veröffentlicht. Auch die Amiga-Version von The King of Chicago soll für mobile Geräte veröffentlicht werden. Am 12. August 2012 wurde bekannt gegeben, dass an einem Remake von Wings gearbeitet wird. Das Spiel, welches unter dem Titel Wings – Director's Cut erscheinen soll, soll durch Crowdfunding finanziert werden. An der Entwicklung des Remakes ist das italienische Unternehmen Raylight beteiligt, welches für die Game-Boy-Advance-Portierung von Wings verantwortlich war.